# Talizat
Talizat település Franciaországban, Cantal megyében. Lakosainak száma 596 fő (2022. január 1.). Talizat Andelat, Coltines, Coren, Ferrières-Saint-Mary, Joursac, Rézentières, Valjouze és Neussargues-Moissac községekkel határos.

## Népesség
A település népessége az elmúlt években az alábbi módon változott:
| Lakosok száma | 731  | 635  | 637  | 566  | 589  | 583  | 581  | 596  | 602  | 596  |
|               | 1968 | 1982 | 1990 | 2006 | 2013 | 2015 | 2017 | 2019 | 2020 | 2022 |